# 李賓斯基橋

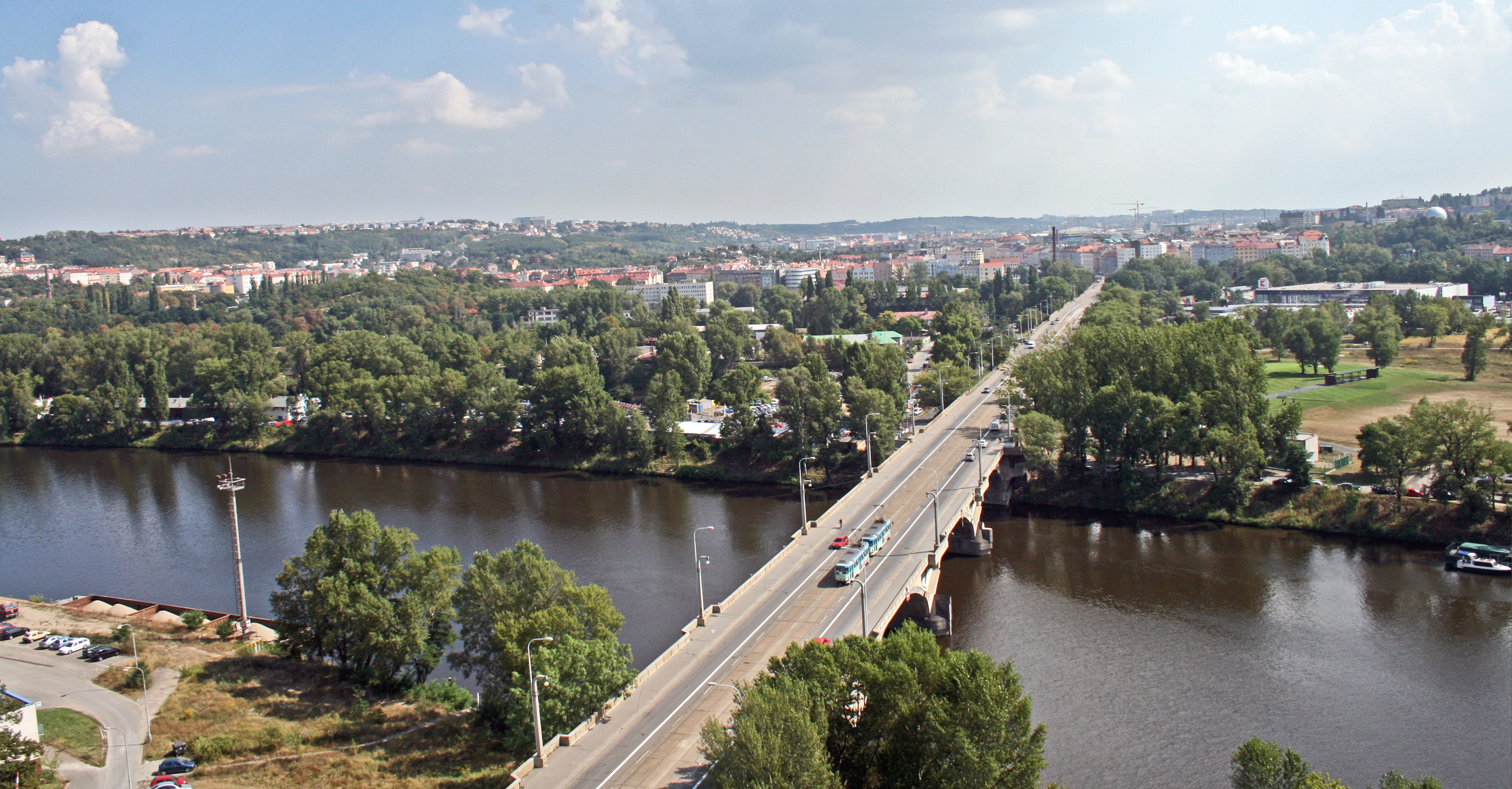
李賓斯基橋

50°06′11.99″N 14°27′36.47″E / 50.1033306°N 14.4601306°E
李賓斯基橋是位於捷克首都布拉格伏爾塔瓦河的一座橋樑。李賓斯基橋全長780米，是布拉格最長的一座橋樑。